# Nevill Ground
Der Nevill Ground ist ein Cricket-Stadion in Royal Tunbridge Wells, Kent, England. Das Stadion war Austragungsort eines Vorrundenspiels während des Cricket World Cups 1983. In diesem Spiel zwischen Indien und Simbabwe erzielte der indische Batsman Kapil Dev 175* Runs. Der Nevill Ground ist bekannt für seine das ganze Gelände umfassenden Rhododendrenbüsche.